# Timrå IK
O Timrå IK ( PRONÚNCIA) é um clube sueco de hóquei no gelo, sediado na cidade de Timrå, no norte do país.

Os seus jogos em casa são disputados no NHC Arena, com capacidade para 6 000 pessoas.

As cores do clube são: vermelho e branco.

Foi fundado em 1928, com o nome Wifstavarvs IK, mudado em 1966 para o nome atual. A secção de hóquei no gelo iniciou a sua atividade em 1938.

Foi vice-campeão da Suécia em 1974.

Atualmente (2023) disputa a Liga Sueca de Hóquei no Gelo, a primeira divisão do hóquei no gelo da Suécia.                                

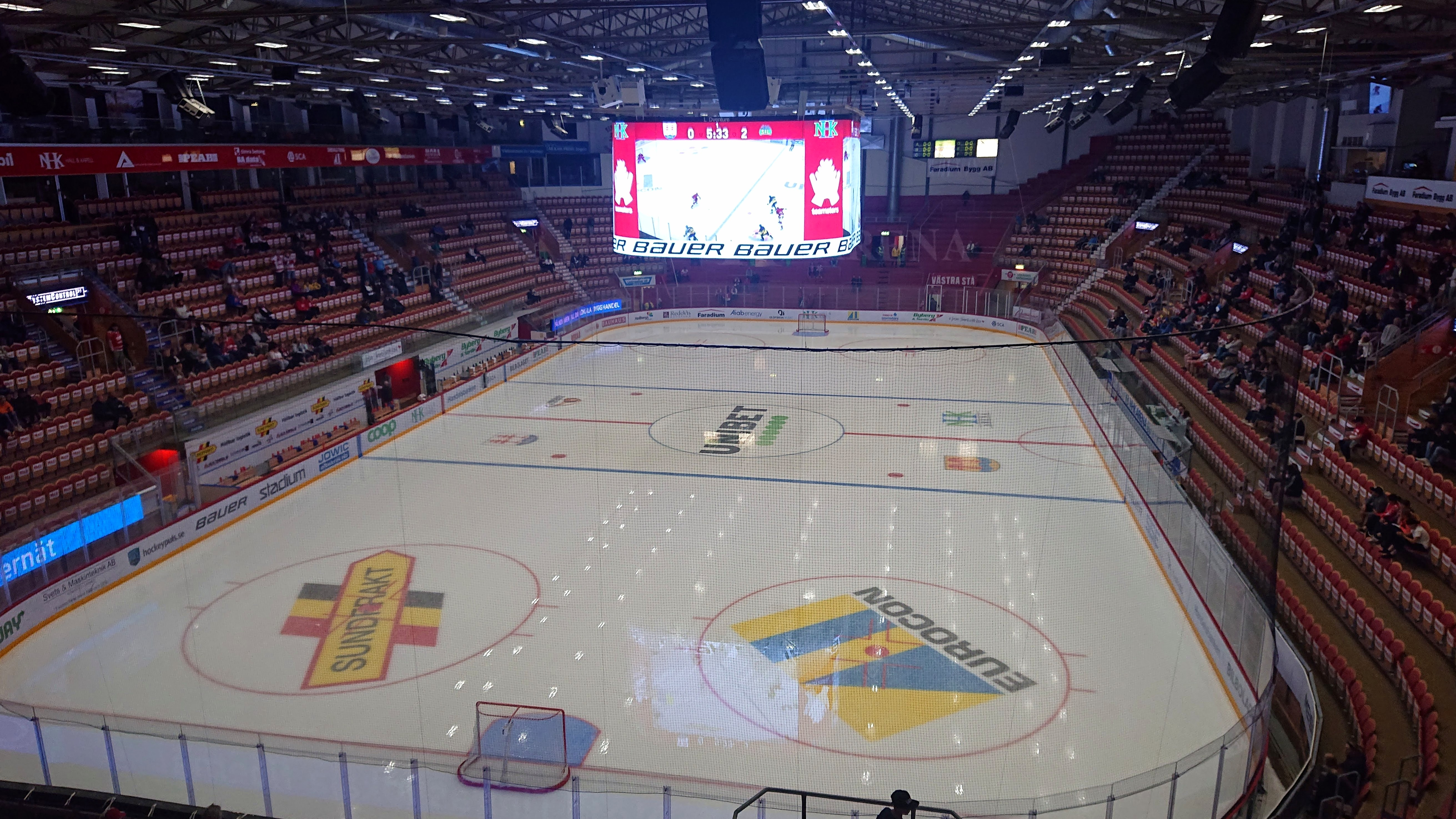
O estádio NHK Arena
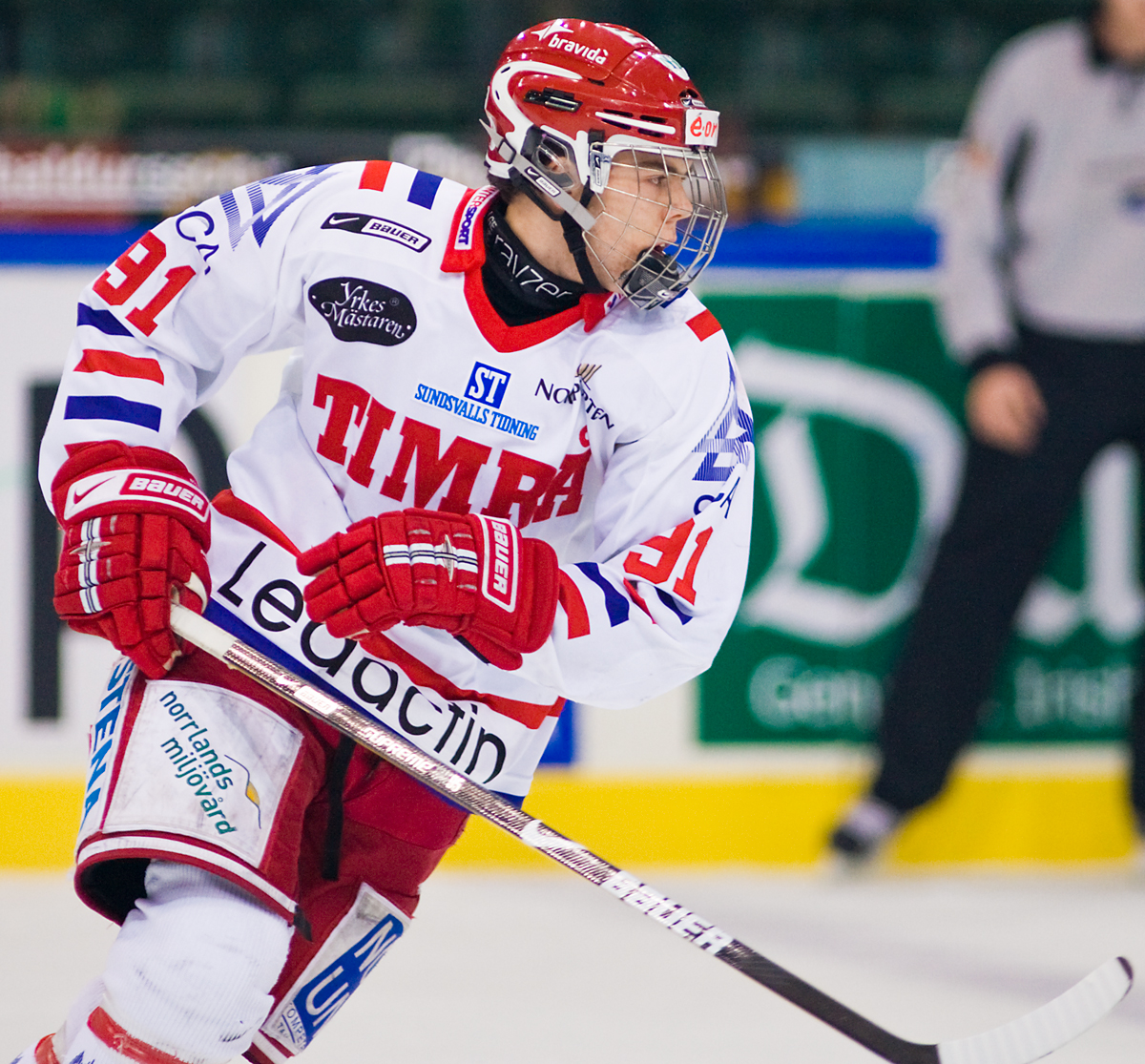
Magnus Pääjärvi com equipamento de fora de casa